# Championnat d'Égypte de football 2000-2001
Navigation
Saison précédente Saison suivante
La saison 2000-2001 du Championnat d'Égypte de football est la 44e édition du championnat de première division égyptien. Quatorze clubs égyptiens prennent part au championnat organisé par la fédération. Les équipes sont regroupées au sein d'une poule unique où elles rencontrent leurs adversaires deux fois, à domicile et à l'extérieur. À l'issue du championnat, les trois derniers du classement sont relégués et remplacés par les trois meilleures équipes de D2.
C'est le club du Zamalek SC qui remporte la compétition, après avoir terminé en tête du classement final, avec huit points d'avance sur Al Ahly SC, septuple tenant du titre et dix-neuf sur l'Al-Masry Club. C'est le 9e titre de champion d'Égypte de l'histoire du club.

## Les clubs participants
| - Al Ahly SC - Zamalek SC - Ittihad Alexandrie - Ismaily SC - Al Koroum - El Fayoum FC - Sohag Railways - Promu de D2 | - Al-Moqaouloun - Al Mansourah Sporting Club - Al-Qanat - Tersana SC - Promu de D2 - Al-Masry Club - Ghazl El Mahallah - Promu de D2 - Dina Farms |

## Compétition

### Classement
Le classement est établi sur le barème de points classique (victoire à 3 points, match nul à 1, défaite à 0).
| Rang | Équipe                     | Pts | J  | G  | N  | P  | Bp | Bc | Diff |
| ---- | -------------------------- | --- | -- | -- | -- | -- | -- | -- | ---- |
| 1    | Zamalek SC                 | 65  | 26 | 20 | 5  | 1  | 54 | 18 | +36  |
| 2    | Al Ahly SC T (C1) C        | 57  | 26 | 17 | 6  | 3  | 42 | 17 | +25  |
| 3    | Al-Masry Club              | 46  | 26 | 11 | 13 | 2  | 36 | 17 | +19  |
| 4    | Ismaily SC                 | 43  | 26 | 11 | 10 | 5  | 32 | 19 | +13  |
| 5    | Al-Qanat                   | 42  | 26 | 11 | 9  | 6  | 26 | 18 | +8   |
| 6    | Al Mansourah Sporting Club | 36  | 26 | 10 | 6  | 10 | 27 | 25 | +2   |
| 7    | El Fayoum FC               | 33  | 26 | 8  | 9  | 9  | 35 | 32 | +3   |
| 8    | Al-Moqaouloun              | 32  | 26 | 8  | 8  | 10 | 26 | 29 | -3   |
| 9    | Ittihad Alexandrie         | 29  | 26 | 8  | 5  | 13 | 27 | 40 | -13  |
| 10   | Ghazl El Mahallah P        | 28  | 26 | 5  | 13 | 8  | 18 | 23 | -5   |
| 11   | Tersana SC P               | 27  | 26 | 6  | 9  | 11 | 33 | 45 | -12  |
| 12   | Dina Farms                 | 25  | 26 | 6  | 7  | 13 | 23 | 35 | -12  |
| 13   | Al Koroum                  | 13  | 26 | 1  | 10 | 15 | 18 | 42 | -24  |
| 14   | Sohag Railways P           | 12  | 26 | 2  | 6  | 18 | 14 | 51 | -37  |

| Légende : Qualifications et relégations | Légende : Qualifications et relégations                                                                                |
| --------------------------------------- | --- |
|                                         | Qualification pour la Ligue des champions 2002                                                                         |
|                                         | Qualification pour la Coupe des Coupes 2002                                                                            |
|                                         | Qualification pour la Coupe de la CAF 2002                                                                             |
|                                         | Relégation directe en deuxième division                                                                                |
|                                         | T : Tenant du titre C : Vainqueur de la Coupe d'Égypte P : Promu de D2 (C1) : Vainqueur de la Ligue des champions 2001 |

## Bilan de la saison
| Championnat d'Égypte de football 2000-2001 |                              |
| Champion                                   | Zamalek SC (9e titre)        |
| Coupes et trophées                         |                              |
| Vainqueur de la Coupe d'Égypte 2000-2001   | Al Ahly SC                   |
| Vainqueur de la Supercoupe d'Égypte        | Zamalek SC                   |
| Qualifications continentales               |                              |
| Ligue des champions 2002                   | Al Ahly SC (tenant du titre) |
| Ligue des champions 2002                   | Zamalek SC                   |
| Coupe des Coupes 2002                      | Ghazl El Mahallah            |
| Coupe de la CAF 2002                       | Al-Masry Club                |
| Promotions et relégations                  |                              |
| Promus en Egyptian Premier League          | Baladiyyat El Mahallah       |
| Promus en Egyptian Premier League          | Ghazl El Suez                |
| Promus en Egyptian Premier League          | Sohag FC                     |
| Relégués en Egyptian Second League         | Dina Farms                   |
| Relégués en Egyptian Second League         | Al Koroum                    |
| Relégués en Egyptian Second League         | Sohag Railways               |